# Megaselia micronesiae
Megaselia micronesiae är en tvåvingeart som beskrevs av Rudolf Beyer 1967. Megaselia micronesiae ingår i släktet Megaselia och familjen puckelflugor. Inga underarter finns listade i Catalogue of Life.